# Campeonato de Primera B 2022 (Argentina)
El Campeonato de Primera B 2022, oficialmente Campeonato de Primera División B 2022, fue la nonagésima primera edición de la Primera B, tercera categoría del fútbol argentino en el orden de los clubes directamente afiliados a la AFA.
Los nuevos participantes fueron Dock Sud, campeón de la Primera C 2021 quien regresó al certamen  después de su última intervención en la temporada 1998-99 e Ituzaingó, ganador del reducido por el segundo ascenso; que recuperó la categoría desde su última participación en la temporada 2001-02.
El campeón fue Defensores Unidos al vencer 2-1 en el global a Villa San Carlos en la final y obtuvo, así, el único ascenso a la Primera Nacional.

## Ascensos y descensos
| Descendidos de la Primera B 2021 |
| -------------------------------- |
| No hubo                          |

| Posición  | Ascendidos de la Primera C 2021 |
| --------- | ------------------------------- |
| Campeón   | Dock Sud                        |
| Gan. Red. | Ituzaingó                       |

| Posición  | Ascendidos a la Primera Nacional 2022 |
| --------- | ------------------------------------- |
| Campeón   | Flandria                              |
| Gan. Red. | Sacachispas                           |

| Descendidos de la Primera Nacional 2021 |
| --------------------------------------- |
| No hubo                                 |

## Equipos participantes
| Equipo                | Localidad            | Estadio                   | Capacidad |
| --------------------- | -------------------- | ------------------------- | --------- |
| Acassuso              | Boulogne             | La Quema                  | 800       |
| Argentino de Quilmes  | Quilmes              | Argentino de Quilmes      | 7000      |
| Cañuelas              | Cañuelas             | Jorge Alfredo Arín        | 1500      |
| Colegiales            | Munro                | Libertarios Unidos        | 6500      |
| Comunicaciones        | Buenos Aires         | Alfredo Ramos             | 3500      |
| Defensores Unidos     | Zárate               | Gigante de Villa Fox      | 6000      |
| Deportivo Armenio     | Ingeniero Maschwitz  | Armenia                   | 10 500    |
| Deportivo Merlo       | Parque San Martín    | José Manuel Moreno        | 10 000    |
| Dock Sud              | Dock Sud             | De Los Inmigrantes        | 9000      |
| Fénix                 | Buenos Aires         | No posee                  | -         |
| Ituzaingó             | Ituzaingó            | Carlos Alberto Sacaan     | 5500      |
| Justo José de Urquiza | Loma Hermosa         | Ramón Roque Martín        | 2500      |
| Los Andes             | Lomas de Zamora      | Eduardo Gallardón         | 38 000    |
| San Miguel            | Los Polvorines       | Malvinas Argentinas       | 9000      |
| Talleres              | Remedios de Escalada | Pablo Comelli             | 16 000    |
| UAI Urquiza           | Villa Lynch          | Monumental de Villa Lynch | 1000      |
| Villa San Carlos      | Berisso              | Genacio Sálice            | 4000      |

| 1. 2. |

### Distribución geográfica de los equipos
| Región                                   | Cant. | Equipos |
| ---------------------------------------- | ----- | --- |
| Conurbano bonaerense                     | 12    | Acassuso, Argentino de Quilmes, Colegiales, Deportivo Armenio, Deportivo Merlo, Dock Sud, Ituzaingó, Justo José de Urquiza, Los Andes, San Miguel, Talleres (RdE) y UAI Urquiza |
| Ciudad de Buenos Aires                   | 2     | Comunicaciones y Fénix |
| Interior de la provincia de Buenos Aires | 2     | Cañuelas y Defensores Unidos |
| Gran La Plata                            | 1     | Villa San Carlos |

## Formato

### Ascenso
El certamen se disputó por el sistema de todos contra todos, en dos ruedas. Ambas constituyeron dos torneos separados, llamados Apertura y Clausura. 
Debido a que los ganadores de ambos torneos fueron dos equipos diferentes se disputó un torneo reducido por eliminación directa, por el título de campeón y el único ascenso a la Primera Nacional, en cuatro instancias (primera y segunda fase, semifinales y final) del que participaron los ocho mejores equipos de la tabla general acumulada junto con los ganadores del Apertura y el Clausura.

### Descensos
El equipo que ocupó el último puesto de la tabla general descendió a la Primera C.

### Clasificación a la Copa Argentina 2023
El campeón del torneo y los tres mejores de la Tabla general participaron de los Treintaidosavos de final de la Copa Argentina 2023, sumado a Comunicaciones, ganador del Torneo Complemento 2021.

## Torneo Apertura

### Tabla de posiciones
| Pos. | Equipo               | Pts. | PJ | PG | PE | PP | GF | GC | Dif. |
| ---- | -------------------- | ---- | -- | -- | -- | -- | -- | -- | ---- |
| 1.º  | Comunicaciones       | 30   | 16 | 9  | 3  | 4  | 28 | 15 | 13   |
| 2.º  | Ituzaingó            | 28   | 16 | 8  | 4  | 4  | 19 | 15 | 4    |
| 3.º  | Colegiales           | 27   | 16 | 8  | 3  | 5  | 22 | 19 | 3    |
| 4.º  | Villa San Carlos     | 25   | 16 | 7  | 4  | 5  | 23 | 16 | 7    |
| 5.º  | Cañuelas             | 25   | 16 | 7  | 4  | 5  | 22 | 16 | 6    |
| 6.º  | Fénix                | 24   | 16 | 6  | 6  | 4  | 17 | 14 | 3    |
| 7.º  | Defensores Unidos    | 23   | 16 | 6  | 5  | 5  | 22 | 21 | 1    |
| 8.º  | Deportivo Armenio    | 23   | 16 | 5  | 8  | 3  | 17 | 17 | 0    |
| 9.º  | Talleres (RdE)       | 22   | 16 | 6  | 4  | 6  | 20 | 20 | 0    |
| 10.º | Argentino de Quilmes | 21   | 16 | 5  | 6  | 5  | 21 | 18 | 3    |
| 11.º | J. J. de Urquiza     | 20   | 16 | 4  | 8  | 4  | 16 | 17 | −1   |
| 12.º | Dock Sud             | 20   | 16 | 5  | 5  | 6  | 18 | 21 | −3   |
| 13.º | Acassuso             | 19   | 16 | 4  | 7  | 5  | 19 | 20 | −1   |
| 14.º | Deportivo Merlo      | 16   | 16 | 4  | 4  | 8  | 10 | 17 | −7   |
| 15.º | Los Andes            | 15   | 16 | 2  | 9  | 5  | 15 | 21 | −6   |
| 16.º | UAI Urquiza          | 15   | 16 | 4  | 3  | 9  | 17 | 27 | −10  |
| 17.º | San Miguel           | 12   | 16 | 3  | 3  | 10 | 11 | 23 | −12  |

|  | Ganador. Clasificado a las semifinales del torneo reducido. |

#### Evolución de las posiciones
| Equipo / Fecha       | 1    | 2    | 3    | 4    | 5    | 6    | 7    | 8    | 9    | 10   | 11   | 12   | 13   | 14   | 15   | 16   | 17   |
| -------------------- | ---- | ---- | ---- | ---- | ---- | ---- | ---- | ---- | ---- | ---- | ---- | ---- | ---- | ---- | ---- | ---- | ---- |
| Acassuso             | 14.° | 7.°  | 11.° | 10.° | 15.° | 12.° | 13.° | 13.° | 14.° | 14.° | 12.° | 8.°  | 10.° | 10.° | 11.° | 13.° | 13.° |
| Argentino de Quilmes | 6.°  | 10.° | 6.°  | 7.°  | 7.°  | 8.°  | 11.° | 14.° | 12.° | 11.° | 13.° | 14.° | 13.° | 12.° | 14.° | 11.° | 10.° |
| Cañuelas             | -    | 14.° | 10.° | 6.°  | 8.°  | 7.°  | 5.°  | 9.°  | 11.° | 12.° | 8.°  | 10.° | 8.°  | 9.°  | 6.°  | 6.°  | 4.°  |
| Colegiales           | -    | 14.° | 17.° | 16.° | 14.° | 11.° | 7.°  | 6.°  | 6.°  | 6.°  | 7.°  | 7.°  | 7.°  | 8.°  | 8.°  | 4.°  | 3.°  |
| Comunicaciones       | 1.°  | 1.°  | 4.°  | 1.°  | 1.°  | 1.°  | 2.°  | 1.°  | 1.°  | 1.°  | 2.°  | 2.°  | 1.°  | 1.°  | 1.°  | 1.°  | 1.°  |
| Defensores Unidos    | 8.°  | 4.°  | 2.°  | 4.°  | 4.°  | 4.°  | 3.°  | 5.°  | 5.°  | 5.°  | 5.°  | 5.°  | 6.°  | 6.°  | 9.°  | 5.°  | 6.°  |
| Deportivo Armenio    | 4.°  | 5.°  | 7.°  | 9.°  | 9.°  | 5.°  | 4.°  | 3.°  | 3.°  | 3.°  | 3.°  | 4.°  | 3.°  | 3.°  | 4.°  | 9.°  | 7.°  |
| Deportivo Merlo      | 4.°  | 5.°  | 3.°  | 5.°  | 5.°  | 6.°  | 8.°  | 12.° | 8.°  | 10.° | 10.° | 13.° | 14.° | 14.° | 13.° | 14.° | 14.° |
| Dock Sud             | 3.°  | 7.°  | 12.° | 8.°  | 6.°  | 9.°  | 12.° | 8.°  | 13.° | 13.° | 14.° | 9.°  | 12.° | 13.° | 12.° | 12.° | 12.° |
| Fénix                | 1.°  | 3.°  | 1.°  | 3.°  | 3.°  | 3.°  | 6.°  | 4.°  | 4.°  | 4.°  | 4.°  | 3.°  | 4.°  | 4.°  | 7.°  | 3.°  | 5.°  |
| Ituzaingó            | 14.° | 9.°  | 5.°  | 2.°  | 2.°  | 2.°  | 1.°  | 2.°  | 2.°  | 2.°  | 1.°  | 1.°  | 2.°  | 2.°  | 2.°  | 2.°  | 2.°  |
| J. J. de Urquiza     | 8.°  | 12.° | 14.° | 13.° | 11.° | 10.° | 14.° | 10.° | 10.° | 8.°  | 11.° | 12.° | 10.° | 11.° | 10.° | 10.° | 11.° |
| Los Andes            | 13.° | 11.° | 16.° | 15.° | 16.° | 16.° | 17.° | 16.° | 16.° | 16.° | 16.° | 16.° | 16.° | 16.° | 16.° | 16.° | 15.° |
| San Miguel           | 16.° | 17.° | 13.° | 17.° | 17.° | 17.° | 16.° | 17.° | 17.° | 17.° | 17.° | 17.° | 17.° | 17.° | 17.° | 17.° | 17.° |
| Talleres (RdE)       | 6.°  | 2.°  | 8.°  | 11.° | 12.° | 14.° | 9.°  | 7.°  | 9.°  | 7.°  | 6.°  | 6.°  | 5.°  | 5.°  | 4.°  | 8.°  | 9.°  |
| UAI Urquiza          | 16.° | 13.° | 15.° | 14.° | 10.° | 13.° | 10.° | 11.° | 15.° | 15.° | 15.° | 15.° | 15.° | 15.° | 15.° | 15.° | 16.° |
| Villa San Carlos     | -    | 16.° | 9.°  | 12.° | 13.° | 15.° | 15.° | 15.° | 7.°  | 9.°  | 9.°  | 11.° | 9.°  | 7.°  | 3.°  | 7.°  | 8.°  |

| 1. |

### Resultados
| Fecha 1           | Fecha 1   | Fecha 1              | Fecha 1                   | Fecha 1       | Fecha 1 |
| Local             | Resultado | Visitante            | Estadio                   | Fecha         | Hora    |
| ----------------- | --------- | -------------------- | ------------------------- | ------------- | ------- |
| Deportivo Merlo   | 1 - 0     | Acassuso             | José Manuel Moreno        | 12 de febrero | 17:00   |
| UAI Urquiza       | 0 - 2     | Comunicaciones       | Monumental de Villa Lynch | 12 de febrero | 17:00   |
| Dock Sud          | 2 - 1     | Los Andes            | De los Inmigrantes        | 12 de febrero | 17:00   |
| Deportivo Armenio | 1 - 0     | Ituzaingó            | Armenia                   | 12 de febrero | 17:00   |
| San Miguel        | 0 - 2     | Fénix                | Malvinas Argentina        | 12 de febrero | 17:00   |
| Villa San Carlos  | 1 - 0     | Cañuelas             | Genacio Sálice            | 12 de febrero | 17:00   |
| Defensores Unidos | 1 - 1     | J. J. de Urquiza     | Gigante de Villa Fox      | 13 de febrero | 17:00   |
| Talleres (RdE)    | 2 - 2     | Argentino de Quilmes | Pablo Comelli             | 13 de febrero | 19:15   |
| Libre: Colegiales |           |                      |                           |               |         |

| Fecha 2              | Fecha 2   | Fecha 2           | Fecha 2               | Fecha 2       | Fecha 2 |
| Local                | Resultado | Visitante         | Estadio               | Fecha         | Hora    |
| -------------------- | --------- | ----------------- | --------------------- | ------------- | ------- |
| Acassuso             | 2 - 1     | Colegiales        | Armenia               | 18 de febrero | 17:00   |
| Fénix                | 0 - 0     | Deportivo Armenio | José Manuel Moreno    | 19 de febrero | 17:00   |
| Comunicaciones       | 1 - 0     | Villa San Carlos  | Alfredo Ramos         | 19 de febrero | 17:00   |
| Cañuelas             | 1 - 2     | Defensores Unidos | Jorge Alfredo Arín    | 19 de febrero | 17:00   |
| J. J. de Urquiza     | 1 - 3     | Talleres (RdE)    | Ramón Roque Martín    | 19 de febrero | 17:00   |
| Argentino de Quilmes | 0 - 0     | Deportivo Merlo   | Argentino de Quilmes  | 19 de febrero | 17:00   |
| Ituzaingó            | 1 - 0     | Dock Sud          | Carlos Alberto Sacaan | 19 de febrero | 19:00   |
| Los Andes            | 0 - 0     | UAI Urquiza       | Eduardo Gallardón     | 22 de febrero | 21:10   |
| Libre: San Miguel    |           |                   |                       |               |         |

| Fecha 3           | Fecha 3   | Fecha 3              | Fecha 3                   | Fecha 3       | Fecha 3 |
| Local             | Resultado | Visitante            | Estadio                   | Fecha         | Hora    |
| ----------------- | --------- | -------------------- | ------------------------- | ------------- | ------- |
| Dock Sud          | 0 - 2     | Fénix                | De los Inmigrantes        | 25 de febrero | 17:00   |
| Colegiales        | 2 - 3     | Argentino de Quilmes | Colegiales                | 26 de febrero | 17:00   |
| Deportivo Merlo   | 1 - 0     | J. J. de Urquiza     | José Manuel Moreno        | 26 de febrero | 17:00   |
| Deportivo Armenio | 1 - 1     | San Miguel           | Armenia                   | 26 de febrero | 17:00   |
| Defensores Unidos | 2 - 1     | Comunicaciones       | Gigante de Villa Fox      | 26 de febrero | 17:00   |
| Villa San Carlos  | 4 - 1     | Los Andes            | Genacio Sálice            | 26 de febrero | 17:00   |
| UAI Urquiza       | 0 - 1     | Ituzaingó            | Monumental de Villa Lynch | 26 de febrero | 17:00   |
| Talleres (RdE)    | 1 - 3     | Cañuelas             | Pablo Comelli             | 27 de febrero | 17:00   |
| Libre: Acassuso   |           |                      |                           |               |         |

| Fecha 4                  | Fecha 4   | Fecha 4           | Fecha 4               | Fecha 4    | Fecha 4 |
| Local                    | Resultado | Visitante         | Estadio               | Fecha      | Hora    |
| ------------------------ | --------- | ----------------- | --------------------- | ---------- | ------- |
| Fénix                    | 1 - 1     | UAI Urquiza       | José Manuel Moreno    | 4 de marzo | 17:00   |
| San Miguel               | 0 - 1     | Dock Sud          | Malvinas Argentinas   | 5 de marzo | 17:00   |
| Comunicaciones           | 4 - 0     | Talleres (RdE)    | Alfredo Ramos         | 5 de marzo | 17:00   |
| Cañuelas                 | 1 - 0     | Deportivo Merlo   | Jorge Alfredo Arín    | 5 de marzo | 17:00   |
| J. J. de Urquiza         | 2 - 2     | Colegiales        | Ramón Roque Martín    | 5 de marzo | 17:00   |
| Argentino de Quilmes     | 0 - 0     | Acassuso          | Argentino de Quilmes  | 5 de marzo | 17:00   |
| Los Andes                | 2 - 2     | Defensores Unidos | Eduardo Gallardón     | 5 de marzo | 19:10   |
| Ituzaingó                | 2 - 0     | Villa San Carlos  | Carlos Alberto Sacaan | 8 de marzo | 21:10   |
| Libre: Deportivo Armenio |           |                   |                       |            |         |

| Fecha 5                     | Fecha 5   | Fecha 5           | Fecha 5                   | Fecha 5     | Fecha 5 |
| Local                       | Resultado | Visitante         | Estadio                   | Fecha       | Hora    |
| --------------------------- | --------- | ----------------- | ------------------------- | ----------- | ------- |
| Acassuso                    | 1 - 2     | J. J. de Urquiza  | Armenia                   | 12 de marzo | 17:00   |
| Colegiales                  | 1 - 0     | Cañuelas          | Colegiales                | 12 de marzo | 17:00   |
| Deportivo Merlo             | 0 - 1     | Comunicaciones    | José Manuel Moreno        | 12 de marzo | 17:00   |
| Defensores Unidos           | 1 - 1     | Ituzaingó         | Gigante de Villa Fox      | 12 de marzo | 17:00   |
| Villa San Carlos            | 0 - 0     | Fénix             | Genacio Sálice            | 12 de marzo | 17:00   |
| UAI Urquiza                 | 2 - 0     | San Miguel        | Monumental de Villa Lynch | 12 de marzo | 17:00   |
| Dock Sud                    | 0 - 0     | Deportivo Armenio | De los Inmigrantes        | 12 de marzo | 17:00   |
| Talleres (RdE)              | 0 - 0     | Los Andes         | Pablo Comelli             | 12 de marzo | 17:05   |
| Libre: Argentino de Quilmes |           |                   |                           |             |         |

| Fecha 6           | Fecha 6   | Fecha 6              | Fecha 6               | Fecha 6     | Fecha 6 |
| Local             | Resultado | Visitante            | Estadio               | Fecha       | Hora    |
| ----------------- | --------- | -------------------- | --------------------- | ----------- | ------- |
| Fénix             | 1 - 1     | Defensores Unidos    | José Manuel Moreno    | 18 de marzo | 15:30   |
| Comunicaciones    | 1 - 1     | Colegiales           | Alfredo Ramos         | 18 de marzo | 16:00   |
| Deportivo Armenio | 3 - 0     | UAI Urquiza          | Armenia               | 19 de marzo | 15:30   |
| Cañuelas          | 1 - 1     | Acassuso             | Jorge Alfredo Arín    | 19 de marzo | 15:30   |
| San Miguel        | 2 - 1     | Villa San Carlos     | Malvinas Argentinas   | 20 de marzo | 15:30   |
| Ituzaingó         | 1 - 0     | Talleres (RdE)       | Carlos Alberto Sacaan | 20 de marzo | 15:30   |
| J. J. de Urquiza  | 0 - 0     | Argentino de Quilmes | Ramón Roque Martín    | 20 de marzo | 15:30   |
| Los Andes         | 1 - 1     | Deportivo Merlo      | Eduardo Gallardón     | 21 de marzo | 15:30   |
| Libre: Dock Sud   |           |                      |                       |             |         |

| Fecha 7                 | Fecha 7   | Fecha 7           | Fecha 7                   | Fecha 7     | Fecha 7 |
| Local                   | Resultado | Visitante         | Estadio                   | Fecha       | Hora    |
| ----------------------- | --------- | ----------------- | ------------------------- | ----------- | ------- |
| Acassuso                | 1 - 1     | Comunicaciones    | Armenia                   | 26 de marzo | 14:05   |
| Deportivo Merlo         | 0 - 1     | Ituzaingó         | José Manuel Moreno        | 26 de marzo | 14:30   |
| Argentino de Quilmes    | 0 - 1     | Cañuelas          | Argentino de Quilmes      | 26 de marzo | 15:30   |
| Colegiales              | 2 - 0     | Los Andes         | Colegiales                | 26 de marzo | 15:30   |
| Talleres (RdE)          | 2 - 0     | Fénix             | Pablo Comelli             | 26 de marzo | 15:30   |
| Defensores Unidos       | 2 - 1     | San Miguel        | Gigante de Villa Fox      | 26 de marzo | 15:30   |
| Villa San Carlos        | 0 - 0     | Deportivo Armenio | Genacio Sálice            | 26 de marzo | 15:30   |
| UAI Urquiza             | 3 - 2     | Dock Sud          | Monumental de Villa Lynch | 26 de marzo | 15:30   |
| Libre: J. J. de Urquiza |           |                   |                           |             |         |

| Fecha 8            | Fecha 8   | Fecha 8              | Fecha 8               | Fecha 8    | Fecha 8 |
| Local              | Resultado | Visitante            | Estadio               | Fecha      | Hora    |
| ------------------ | --------- | -------------------- | --------------------- | ---------- | ------- |
| Fénix              | 3 - 0     | Deportivo Merlo      | José Manuel Moreno    | 1 de abril | 15:30   |
| Ituzaingó          | 1 - 3     | Colegiales           | Carlos Alberto Sacaan | 1 de abril | 20:30   |
| Deportivo Armenio  | 3 - 1     | Defensores Unidos    | Armenia               | 2 de abril | 15:30   |
| San Miguel         | 0 - 1     | Talleres (RdE)       | Malvinas Argentinas   | 2 de abril | 15:30   |
| Los Andes          | 0 - 0     | Acassuso             | Eduardo Gallardón     | 2 de abril | 15:30   |
| Comunicaciones     | 3 - 0     | Argentino de Quilmes | Alfredo Ramos         | 2 de abril | 15:30   |
| Cañuelas           | 0 - 2     | J. J. de Urquiza     | Jorge Alfredo Arín    | 2 de abril | 15:30   |
| Dock Sud           | 3 - 1     | Villa San Carlos     | De los Inmigrantes    | 3 de abril | 15:05   |
| Libre: UAI Urquiza |           |                      |                       |            |         |

| Fecha 9              | Fecha 9   | Fecha 9           | Fecha 9              | Fecha 9     | Fecha 9 |
| Local                | Resultado | Visitante         | Estadio              | Fecha       | Hora    |
| -------------------- | --------- | ----------------- | -------------------- | ----------- | ------- |
| Defensores Unidos    | 2 - 0     | Dock Sud          | Gigante de Villa Fox | 9 de abril  | 13:15   |
| Argentino de Quilmes | 3 - 1     | Los Andes         | Argentino de Quilmes | 9 de abril  | 15:30   |
| Colegiales           | 0 - 1     | Fénix             | Colegiales           | 9 de abril  | 15:30   |
| Deportivo Merlo      | 2 - 0     | San Miguel        | José Manuel Moreno   | 9 de abril  | 15:30   |
| Talleres (RdE)       | 0 - 1     | Deportivo Armenio | Pablo Comelli        | 9 de abril  | 15:30   |
| Villa San Carlos     | 3 - 1     | UAI Urquiza       | Genacio Sálice       | 9 de abril  | 15:30   |
| Acassuso             | 2 - 2     | Ituzaingó         | Armenia              | 11 de abril | 15:05   |
| J. J. de Urquiza     | 2 - 2     | Comunicaciones    | Ramón Roque Martín   | 11 de abril | 15:30   |
| Libre: Cañuelas      |           |                   |                      |             |         |

| Fecha 10                | Fecha 10  | Fecha 10             | Fecha 10                  | Fecha 10    | Fecha 10 |
| Local                   | Resultado | Visitante            | Estadio                   | Fecha       | Hora     |
| ----------------------- | --------- | -------------------- | ------------------------- | ----------- | -------- |
| Los Andes               | 1 - 1     | J. J. de Urquiza     | Eduardo Gallardón         | 15 de abril | 19:05    |
| UAI Urquiza             | 0 - 2     | Defensores Unidos    | Monumental de Villa Lynch | 16 de abril | 13:15    |
| Deportivo Armenio       | 3 - 0     | Deportivo Merlo      | Armenia                   | 16 de abril | 15:30    |
| San Miguel              | 0 - 1     | Colegiales           | Malvinas Argentinas       | 16 de abril | 15:30    |
| Comunicaciones          | 3 - 1     | Cañuelas             | Alfredo Ramos             | 16 de abril | 15:30    |
| Dock Sud                | 1 - 3     | Talleres (RdE)       | De Los Inmigrantes        | 17 de abril | 15:30    |
| Ituzaingó               | 2 - 1     | Argentino de Quilmes | Carlos Alberto Sacaan     | 17 de abril | 18:05    |
| Fénix                   | 2 - 1     | Acassuso             | José Manuel Moreno        | 18 de abril | 15:30    |
| Libre: Villa San Carlos |           |                      |                           |             |          |

| Fecha 11              | Fecha 11  | Fecha 11          | Fecha 11             | Fecha 11    | Fecha 11 |
| Local                 | Resultado | Visitante         | Estadio              | Fecha       | Hora     |
| --------------------- | --------- | ----------------- | -------------------- | ----------- | -------- |
| Colegiales            | 2 - 2     | Deportivo Armenio | Colegiales           | 23 de abril | 14:30    |
| Cañuelas              | 1 - 0     | Los Andes         | Jorge Alfredo Arín   | 23 de abril | 15:30    |
| Argentino de Quilmes  | 2 - 2     | Fénix             | Argentino de Quilmes | 23 de abril | 15:30    |
| Deportivo Merlo       | 1 - 1     | Dock Sud          | José Manuel Moreno   | 23 de abril | 15:30    |
| Talleres (RdE)        | 3 - 1     | UAI Urquiza       | Pablo Comelli        | 23 de abril | 15:30    |
| Defensores Unidos     | 1 - 1     | Villa San Carlos  | Gigante de Villa Fox | 23 de abril | 15:30    |
| Acassuso              | 2 - 1     | San Miguel        | Armenia              | 24 de abril | 15:30    |
| J. J. de Urquiza      | 0 - 1     | Ituzaingó         | Ramón Roque Martín   | 26 de abril | 15:30    |
| Libre: Comunicaciones |           |                   |                      |             |          |

| Fecha 12                 | Fecha 12  | Fecha 12             | Fecha 12                  | Fecha 12    | Fecha 12 |
| Local                    | Resultado | Visitante            | Estadio                   | Fecha       | Hora     |
| ------------------------ | --------- | -------------------- | ------------------------- | ----------- | -------- |
| Dock Sud                 | 3 - 1     | Colegiales           | De los Inmigrantes        | 29 de abril | 15:30    |
| UAI Urquiza              | 3 - 2     | Deportivo Merlo      | Monumental de Villa Lynch | 29 de abril | 15:30    |
| Los Andes                | 1 - 0     | Comunicaciones       | Eduardo Gallardón         | 29 de abril | 18:00    |
| Villa San Carlos         | 1 - 1     | Talleres (RdE)       | Genacio Sálice            | 30 de abril | 15:30    |
| Deportivo Armenio        | 0 - 3     | Acassuso             | Armenia                   | 30 de abril | 15:30    |
| Ituzaingó                | 1 - 1     | Cañuelas             | Carlos Alberto Sacaan     | 30 de abril | 19:00    |
| San Miguel               | 1 - 0     | Argentino de Quilmes | Malvinas Argentinas       | 2 de mayo   | 15:30    |
| Fénix                    | 0 - 0     | J. J. de Urquiza     | José Manuel Moreno        | 2 de mayo   | 15:30    |
| Libre: Defensores Unidos |           |                      |                           |             |          |

| Fecha 13             | Fecha 13  | Fecha 13          | Fecha 13             | Fecha 13  | Fecha 13 |
| Local                | Resultado | Visitante         | Estadio              | Fecha     | Hora     |
| -------------------- | --------- | ----------------- | -------------------- | --------- | -------- |
| Comunicaciones       | 2 - 1     | Ituzaingó         | Alfredo Ramos        | 7 de mayo | 14:10    |
| Acassuso             | 1 - 1     | Dock Sud          | Armenia              | 7 de mayo | 15:30    |
| Talleres (RdE)       | 2 - 1     | Defensores Unidos | Pablo Comelli        | 8 de mayo | 13:30    |
| Cañuelas             | 2 - 0     | Fénix             | Jorge Alfredo Arín   | 8 de mayo | 15:30    |
| J. J. de Urquiza     | 3 - 0     | San Miguel        | Ramón Roque Martín   | 8 de mayo | 15:30    |
| Colegiales           | 2 - 1     | UAI Urquiza       | Colegiales           | 8 de mayo | 15:30    |
| Deportivo Merlo      | 1 - 2     | Villa San Carlos  | José Manuel Moreno   | 8 de mayo | 15:30    |
| Argentino de Quilmes | 1 - 1     | Deportivo Armenio | Argentino de Quilmes | 9 de mayo | 15:30    |
| Libre: Los Andes     |           |                   |                      |           |          |

| Fecha 14              | Fecha 14  | Fecha 14             | Fecha 14                  | Fecha 14   | Fecha 14 |
| Local                 | Resultado | Visitante            | Estadio                   | Fecha      | Hora     |
| --------------------- | --------- | -------------------- | ------------------------- | ---------- | -------- |
| Defensores Unidos     | 0 - 1     | Deportivo Merlo      | Gigante de Villa Fox      | 14 de mayo | 15:30    |
| Villa San Carlos      | 3 - 1     | Colegiales           | Genacio Sálice            | 14 de mayo | 15:30    |
| Deportivo Armenio     | 0 - 0     | J. J. de Urquiza     | Armenia                   | 14 de mayo | 15:30    |
| San Miguel            | 1 - 1     | Cañuelas             | Malvinas Argentinas       | 14 de mayo | 15:30    |
| UAI Urquiza           | 1 - 1     | Acassuso             | Monumental de Villa Lynch | 15 de mayo | 15:30    |
| Dock Sud              | 0 - 2     | Argentino de Quilmes | De los Inmigrantes        | 15 de mayo | 15:30    |
| Ituzaingó             | 2 - 2     | Los Andes            | Carlos Alberto Sacaan     | 15 de mayo | 18:00    |
| Fénix                 | 1 - 2     | Comunicaciones       | José Manuel Moreno        | 17 de mayo | 15:35    |
| Libre: Talleres (RdE) |           |                      |                           |            |          |

| Fecha 15             | Fecha 15  | Fecha 15          | Fecha 15             | Fecha 15   | Fecha 15 |
| Local                | Resultado | Visitante         | Estadio              | Fecha      | Hora     |
| -------------------- | --------- | ----------------- | -------------------- | ---------- | -------- |
| Deportivo Merlo      | 0 - 0     | Talleres (RdE)    | José Manuel Moreno   | 21 de mayo | 13:00    |
| Cañuelas             | 5 - 0     | Deportivo Armenio | Jorge Alfredo Arín   | 21 de mayo | 15:30    |
| J. J. de Urquiza     | 0 - 0     | Dock Sud          | Ramón Roque Martín   | 21 de mayo | 15:30    |
| Argentino de Quilmes | 1 - 2     | UAI Urquiza       | Argentino de Quilmes | 21 de mayo | 15:30    |
| Acassuso             | 0 - 1     | Villa San Carlos  | Armenia              | 21 de mayo | 15:30    |
| Colegiales           | 1 - 0     | Defensores Unidos | Colegiales           | 21 de mayo | 15:30    |
| Los Andes            | 2 - 0     | Fénix             | Eduardo Gallardón    | 21 de mayo | 17:10    |
| Comunicaciones       | 2 - 3     | San Miguel        | Alfredo Ramos        | 22 de mayo | 13:30    |
| Libre: Ituzaingó     |           |                   |                      |            |          |

| Fecha 16               | Fecha 16  | Fecha 16             | Fecha 16                  | Fecha 16   | Fecha 16 |
| Local                  | Resultado | Visitante            | Estadio                   | Fecha      | Hora     |
| ---------------------- | --------- | -------------------- | ------------------------- | ---------- | -------- |
| Deportivo Armenio      | 0 - 2     | Comunicaciones       | Armenia                   | 28 de mayo | 13:05    |
| Fénix                  | 2 - 1     | Ituzaingó            | José Manuel Moreno        | 28 de mayo | 13:05    |
| Talleres (RdE)         | 0 - 1     | Colegiales           | Pablo Comelli             | 28 de mayo | 15:30    |
| Defensores Unidos      | 4 - 1     | Acassuso             | Gigante de Villa Fox      | 28 de mayo | 15:30    |
| Villa San Carlos       | 1 - 2     | Argentino de Quilmes | Genacio Sálice            | 28 de mayo | 15:30    |
| UAI Urquiza            | 1 - 2     | J. J. de Urquiza     | Monumental de Villa Lynch | 28 de mayo | 15:30    |
| Dock Sud               | 2 - 2     | Cañuelas             | De los Inmigrantes        | 28 de mayo | 15:30    |
| San Miguel             | 1 - 1     | Los Andes            | Malvinas Argentinas       | 28 de mayo | 15:30    |
| Libre: Deportivo Merlo |           |                      |                           |            |          |

| Fecha 17             | Fecha 17  | Fecha 17          | Fecha 17              | Fecha 17   | Fecha 17 |
| Local                | Resultado | Visitante         | Estadio               | Fecha      | Hora     |
| -------------------- | --------- | ----------------- | --------------------- | ---------- | -------- |
| Ituzaingó            | 1 - 0     | San Miguel        | Carlos Alberto Sacaan | 4 de junio | 12:00    |
| Comunicaciones       | 1 - 2     | Dock Sud          | Alfredo Ramos         | 4 de junio | 15:30    |
| Cañuelas             | 2 - 1     | UAI Urquiza       | Jorge Alfredo Arín    | 4 de junio | 15:30    |
| Argentino de Quilmes | 4 - 0     | Defensores Unidos | Argentino de Quilmes  | 4 de junio | 15:30    |
| Acassuso             | 3 - 2     | Talleres (RdE)    | Armenia               | 4 de junio | 15:30    |
| Los Andes            | 2 - 2     | Deportivo Armenio | Eduardo Gallardón     | 5 de junio | 13:00    |
| Colegiales           | 1 - 0     | Deportivo Merlo   | Colegiales            | 5 de junio | 13:00    |
| J. J. de Urquiza     | 0 - 4     | Villa San Carlos  | Ramón Roque Martín    | 6 de junio | 15:30    |
| Libre: Fénix         |           |                   |                       |            |          |

| 1. 2. |

## Torneo Clausura

### Tabla de posiciones
| Pos. | Equipo               | Pts. | PJ | PG | PE | PP | GF | GC | Dif. |
| ---- | -------------------- | ---- | -- | -- | -- | -- | -- | -- | ---- |
| 1.º  | Deportivo Armenio    | 36   | 16 | 10 | 6  | 0  | 18 | 3  | 15   |
| 2.º  | Colegiales           | 35   | 16 | 11 | 2  | 3  | 26 | 15 | 11   |
| 3.º  | San Miguel           | 24   | 16 | 6  | 6  | 4  | 19 | 14 | 5    |
| 4.º  | Ituzaingó            | 24   | 16 | 7  | 3  | 6  | 21 | 21 | 0    |
| 5.º  | Defensores Unidos    | 23   | 16 | 6  | 5  | 5  | 20 | 15 | 5    |
| 6.º  | Villa San Carlos     | 23   | 16 | 6  | 5  | 5  | 16 | 16 | 0    |
| 7.º  | Acassuso             | 22   | 16 | 6  | 4  | 6  | 14 | 15 | −1   |
| 8.º  | Cañuelas             | 22   | 16 | 6  | 4  | 6  | 17 | 20 | −3   |
| 9.º  | Deportivo Merlo      | 21   | 16 | 5  | 6  | 5  | 17 | 17 | 0    |
| 10.º | Talleres (RdE)       | 21   | 16 | 5  | 6  | 5  | 15 | 16 | −1   |
| 11.º | Comunicaciones       | 20   | 16 | 5  | 5  | 6  | 20 | 21 | −1   |
| 12.º | Los Andes            | 19   | 16 | 4  | 7  | 5  | 15 | 14 | 1    |
| 13.º | UAI Urquiza          | 19   | 16 | 5  | 4  | 7  | 11 | 14 | −3   |
| 14.º | Dock Sud             | 18   | 16 | 5  | 3  | 8  | 16 | 21 | −5   |
| 15.º | Fénix                | 17   | 16 | 4  | 5  | 7  | 14 | 18 | −4   |
| 16.º | Argentino de Quilmes | 15   | 16 | 3  | 6  | 7  | 16 | 24 | −8   |
| 17.º | J. J. de Urquiza     | 10   | 16 | 3  | 1  | 12 | 7  | 18 | −11  |

|  | Ganador. Clasificado a las semifinales del torneo reducido. |

#### Evolución de las posiciones
| Equipo / Fecha       | 1    | 2    | 3    | 4    | 5    | 6    | 7    | 8    | 9    | 10   | 11   | 12   | 13   | 14   | 15   | 16   | 17   |
| -------------------- | ---- | ---- | ---- | ---- | ---- | ---- | ---- | ---- | ---- | ---- | ---- | ---- | ---- | ---- | ---- | ---- | ---- |
| Acassuso             | 3.°  | 4.°  | 7.°  | 5.°  | 8.°  | 8.°  | 9.°  | 10.° | 8.°  | 8.°  | 10.° | 12.° | 12.° | 11.° | 13.° | 11.° | 7.°  |
| Argentino de Quilmes | 9.°  | 4.°  | 10.° | 11.° | 13.° | 10.° | 12.° | 14.° | 15.° | 16.° | 14.° | 15.° | 15.° | 15.° | 16.° | 15.° | 16.° |
| Cañuelas             | 9.°  | 13.° | 13.° | 13.° | 16.° | 16.° | 14.° | 11.° | 12.° | 12.° | 15.° | 14.° | 13.° | 13.° | 14.° | 12.° | 8.°  |
| Colegiales           | -    | 16.° | 11.° | 8.°  | 5.°  | 2.°  | 1.°  | 1.°  | 1.°  | 1.°  | 1.°  | 2.°  | 1.°  | 1.°  | 1.°  | 2.°  | 2.°  |
| Comunicaciones       | 17.° | 15.° | 14.° | 14.° | 11.° | 13.° | 10.° | 7.°  | 5.°  | 4.°  | 6.°  | 6.°  | 8.°  | 7.°  | 7.°  | 8.°  | 11.° |
| Defensores Unidos    | 9.°  | 3.°  | 4.°  | 3.°  | 3.°  | 6.°  | 7.°  | 8.°  | 6.°  | 5.°  | 7.°  | 9.°  | 5.°  | 4.°  | 6.°  | 7.°  | 5.°  |
| Deportivo Armenio    | 3.°  | 4.°  | 5.°  | 10.° | 6.°  | 3.°  | 3.°  | 2.°  | 2.°  | 3.°  | 2.°  | 1.°  | 2.°  | 2.°  | 2.°  | 1.°  | 1.°  |
| Deportivo Merlo      | 3.°  | 11.° | 9.°  | 7.°  | 9.°  | 9.°  | 6.°  | 6.°  | 4.°  | 6.°  | 3.°  | 3.°  | 6.°  | 5.°  | 3.°  | 4.°  | 9.°  |
| Dock Sud             | 3.°  | 14.° | 17.° | 17.° | 17.° | 17.° | 16.° | 15.° | 16.° | 17.° | 17.° | 16.° | 16.° | 16.° | 15.° | 16.° | 14.° |
| Fénix                | 16.° | 17.° | 12.° | 12.° | 12.° | 11.° | 13.° | 12.° | 11.° | 10.° | 11.° | 10.° | 11.° | 10.° | 12.° | 14.° | 15.° |
| Ituzaingó            | 3.°  | 1.°  | 1.°  | 1.°  | 1.°  | 1.°  | 2.°  | 4.°  | 10.° | 7.°  | 5.°  | 7.°  | 3.°  | 3.°  | 4.°  | 3.°  | 4.°  |
| J. J. de Urquiza     | 9.°  | 12.° | 16.° | 16.° | 14.° | 14.° | 15.° | 17.° | 16.° | 15.° | 16.° | 17.° | 17.° | 17.° | 17.° | 17.° | 17.° |
| Los Andes            | 3.°  | 9.°  | 15.° | 15.° | 15.° | 15.° | 17.° | 16.° | 13.° | 13.° | 12.° | 13.° | 14.° | 14.° | 11.° | 13.° | 12.° |
| San Miguel           | 2.°  | 8.°  | 7.°  | 6.°  | 7.°  | 3.°  | 4.°  | 5.°  | 9.°  | 11.° | 8.°  | 8.°  | 4.°  | 6.°  | 5.°  | 6.°  | 3.°  |
| Talleres (RdE)       | 9.°  | 7.°  | 5.°  | 4.°  | 4.°  | 7.°  | 5.°  | 3.°  | 3.°  | 2.°  | 4.°  | 4.°  | 7.°  | 8.°  | 8.°  | 5.°  | 10.° |
| UAI Urquiza          | 1.°  | 2.°  | 3.°  | 2.°  | 2.°  | 5.°  | 8.°  | 9.°  | 7.°  | 9.°  | 9.°  | 5.°  | 9.°  | 9.°  | 10.° | 10.° | 13.° |
| Villa San Carlos     | 9.°  | 9.°  | 2.°  | 9.°  | 10.° | 12.° | 11.° | 13.° | 14.° | 14.° | 13.° | 11.° | 10.° | 12.° | 9.°  | 9.°  | 6.°  |

|  |

### Resultados
| Fecha 1              | Fecha 1   | Fecha 1           | Fecha 1               | Fecha 1     | Fecha 1 |
| Local                | Resultado | Visitante         | Estadio               | Fecha       | Hora    |
| -------------------- | --------- | ----------------- | --------------------- | ----------- | ------- |
| J. J. de Urquiza     | 0 - 0     | Defensores Unidos | Ramón Roque Martín    | 11 de junio | 13:10   |
| Acassuso             | 1 - 1     | Deportivo Merlo   | Armenia               | 11 de junio | 15:30   |
| Cañuelas             | 0 - 0     | Villa San Carlos  | Jorge Alfredo Arín    | 11 de junio | 15:30   |
| Comunicaciones       | 0 - 3     | UAI Urquiza       | Alfredo Ramos         | 11 de junio | 15:30   |
| Los Andes            | 1 - 1     | Dock Sud          | Eduardo Gallardón     | 11 de junio | 17:10   |
| Ituzaingó            | 1 - 1     | Deportivo Armenio | Carlos Alberto Sacaan | 11 de junio | 19:00   |
| Argentino de Quilmes | 0 - 0     | Talleres (RdE)    | Argentino de Quilmes  | 12 de junio | 15:30   |
| Fénix                | 1 - 2     | San Miguel        | José Manuel Moreno    | 13 de junio | 15:30   |
| Libre: Colegiales    |           |                   |                       |             |         |

| Fecha 2           | Fecha 2   | Fecha 2              | Fecha 2                   | Fecha 2     | Fecha 2 |
| Local             | Resultado | Visitante            | Estadio                   | Fecha       | Hora    |
| ----------------- | --------- | -------------------- | ------------------------- | ----------- | ------- |
| Dock Sud          | 1 - 4     | Ituzaingó            | De los Inmigrantes        | 17 de junio | 15:00   |
| Defensores Unidos | 3 - 1     | Cañuelas             | Gigante de Villa Fox      | 17 de junio | 15:30   |
| UAI Urquiza       | 0 - 0     | Los Andes            | Monumental de Villa Lynch | 18 de junio | 12:05   |
| Deportivo Armenio | 1 - 0     | Fénix                | Armenia                   | 18 de junio | 15:30   |
| Villa San Carlos  | 1 - 1     | Comunicaciones       | Genacio Sálice            | 18 de junio | 15:30   |
| Deportivo Merlo   | 1 - 2     | Argentino de Quilmes | José Manuel Moreno        | 18 de junio | 15:30   |
| Colegiales        | 0 - 1     | Acassuso             | Colegiales                | 18 de junio | 15:30   |
| Talleres (RdE)    | 1 - 0     | J. J. de Urquiza     | Pablo Comelli             | 20 de junio | 15:30   |
| Libre: San Miguel |           |                      |                           |             |         |

| Fecha 3              | Fecha 3   | Fecha 3           | Fecha 3               | Fecha 3     | Fecha 3 |
| Local                | Resultado | Visitante         | Estadio               | Fecha       | Hora    |
| -------------------- | --------- | ----------------- | --------------------- | ----------- | ------- |
| Comunicaciones       | 1 - 1     | Defensores Unidos | Alfredo Ramos         | 25 de junio | 14:00   |
| Cañuelas             | 1 - 1     | Talleres (RdE)    | Jorge Alfredo Arín    | 25 de junio | 15:30   |
| Ituzaingó            | 0 - 0     | UAI Urquiza       | Carlos Alberto Sacaan | 25 de junio | 15:30   |
| Fénix                | 3 - 2     | Dock Sud          | José Manuel Moreno    | 25 de junio | 15:30   |
| San Miguel           | 0 - 0     | Deportivo Armenio | Malvinas Argentinas   | 25 de junio | 15:30   |
| Argentino de Quilmes | 1 - 2     | Colegiales        | Argentino de Quilmes  | 26 de junio | 15:30   |
| J. J. de Urquiza     | 1 - 2     | Deportivo Merlo   | Ramón Roque Martín    | 26 de junio | 15:30   |
| Los Andes            | 0 - 3     | Villa San Carlos  | Eduardo Gallardón     | 26 de junio | 16:00   |
| Libre: Acassuso      |           |                   |                       |             |         |

| Fecha 4                  | Fecha 4   | Fecha 4              | Fecha 4                   | Fecha 4    | Fecha 4 |
| Local                    | Resultado | Visitante            | Estadio                   | Fecha      | Hora    |
| ------------------------ | --------- | -------------------- | ------------------------- | ---------- | ------- |
| Acassuso                 | 3 - 1     | Argentino de Quilmes | Armenia                   | 1 de julio | 15:30   |
| Dock Sud                 | 1 - 2     | San Miguel           | De los Inmigrantes        | 2 de julio | 12:05   |
| Colegiales               | 1 - 0     | J. J. de Urquiza     | Colegiales                | 2 de julio | 13:00   |
| Defensores Unidos        | 2 - 1     | Los Andes            | Gigante de Villa Fox      | 2 de julio | 15:30   |
| Talleres (RdE)           | 3 - 2     | Comunicaciones       | Pablo Comelli             | 2 de julio | 15:30   |
| Deportivo Merlo          | 2 - 1     | Cañuelas             | José Manuel Moreno        | 2 de julio | 15:30   |
| Villa San Carlos         | 1 - 2     | Ituzaingó            | Genacio Sálice            | 3 de julio | 15:00   |
| UAI Urquiza              | 1 - 0     | Fénix                | Monumental de Villa Lynch | 3 de julio | 15:30   |
| Libre: Deportivo Armenio |           |                      |                           |            |         |

| Fecha 5                     | Fecha 5   | Fecha 5           | Fecha 5               | Fecha 5     | Fecha 5 |
| Local                       | Resultado | Visitante         | Estadio               | Fecha       | Hora    |
| --------------------------- | --------- | ----------------- | --------------------- | ----------- | ------- |
| J. J. de Urquiza            | 1 - 0     | Acassuso          | Ramón Roque Martín    | 9 de julio  | 15:30   |
| Cañuelas                    | 0 - 1     | Colegiales        | Jorge Alfredo Arín    | 9 de julio  | 15:30   |
| Comunicaciones              | 3 - 2     | Deportivo Merlo   | Alfredo Ramos         | 9 de julio  | 15:30   |
| San Miguel                  | 0 - 0     | UAI Urquiza       | Malvinas Argentinas   | 9 de julio  | 15:30   |
| Deportivo Armenio           | 2 - 0     | Dock Sud          | Armenia               | 9 de julio  | 15:30   |
| Ituzaingó                   | 1 - 1     | Defensores Unidos | Carlos Alberto Sacaan | 10 de julio | 18:10   |
| Fénix                       | 1 - 1     | Villa San Carlos  | José Manuel Moreno    | 11 de julio | 15:30   |
| Los Andes                   | 0 - 0     | Talleres (RdE)    | Eduardo Gallardón     | 12 de julio | 18:10   |
| Libre: Argentino de Quilmes |           |                   |                       |             |         |

| Fecha 6              | Fecha 6   | Fecha 6           | Fecha 6                   | Fecha 6     | Fecha 6 |
| Local                | Resultado | Visitante         | Estadio                   | Fecha       | Hora    |
| -------------------- | --------- | ----------------- | ------------------------- | ----------- | ------- |
| Colegiales           | 2 - 0     | Comunicaciones    | Colegiales                | 16 de julio | 12:05   |
| UAI Urquiza          | 1 - 2     | Deportivo Armenio | Monumental de Villa Lynch | 16 de julio | 15:30   |
| Defensores Unidos    | 0 - 1     | Fénix             | Gigante de Villa Fox      | 16 de julio | 15:30   |
| Acassuso             | 1 - 1     | Cañuelas          | Armenia                   | 16 de julio | 15:30   |
| Villa San Carlos     | 0 - 2     | San Miguel        | Genacio Sálice            | 17 de julio | 15:30   |
| Talleres (RdE)       | 0 - 2     | Ituzaingó         | Pablo Comelli             | 17 de julio | 15:30   |
| Deportivo Merlo      | 0 - 0     | Los Andes         | José Manuel Moreno        | 17 de julio | 15:30   |
| Argentino de Quilmes | 3 - 1     | J. J. de Urquiza  | Argentino de Quilmes      | 17 de julio | 15:30   |
| Libre: Dock Sud      |           |                   |                           |             |         |

| Fecha 7                 | Fecha 7   | Fecha 7              | Fecha 7               | Fecha 7     | Fecha 7 |
| Local                   | Resultado | Visitante            | Estadio               | Fecha       | Hora    |
| ----------------------- | --------- | -------------------- | --------------------- | ----------- | ------- |
| San Miguel              | 0 - 0     | Defensores Unidos    | Malvinas Argentinas   | 23 de julio | 13:10   |
| Cañuelas                | 2 - 1     | Argentino de Quilmes | Jorge Alfredo Arín    | 23 de julio | 15:30   |
| Comunicaciones          | 3 - 1     | Acassuso             | Alfredo Ramos         | 23 de julio | 15:30   |
| Los Andes               | 0 - 2     | Colegiales           | Eduardo Gallardón     | 23 de julio | 15:30   |
| Fénix                   | 0 - 2     | Talleres (RdE)       | José Manuel Moreno    | 23 de julio | 15:30   |
| Deportivo Armenio       | 1 - 1     | Villa San Carlos     | Armenia               | 23 de julio | 15:30   |
| Dock Sud                | 2 - 1     | UAI Urquiza          | De los Inmigrantes    | 24 de julio | 15:30   |
| Ituzaingó               | 0 - 1     | Deportivo Merlo      | Carlos Alberto Sacaan | 25 de julio | 21:10   |
| Libre: J. J. de Urquiza |           |                      |                       |             |         |

| Fecha 8              | Fecha 8   | Fecha 8           | Fecha 8              | Fecha 8     | Fecha 8 |
| Local                | Resultado | Visitante         | Estadio              | Fecha       | Hora    |
| -------------------- | --------- | ----------------- | -------------------- | ----------- | ------- |
| Defensores Unidos    | 0 - 1     | Deportivo Armenio | Gigante de Villa Fox | 30 de julio | 13:05   |
| Colegiales           | 4 - 2     | Ituzaingó         | Colegiales           | 30 de julio | 13:10   |
| Deportivo Merlo      | 0 - 0     | Fénix             | José Manuel Moreno   | 30 de julio | 15:30   |
| Acassuso             | 0 - 0     | Los Andes         | Armenia              | 30 de julio | 15:30   |
| Argentino de Quilmes | 0 - 1     | Comunicaciones    | Argentino de Quilmes | 30 de julio | 15:30   |
| J. J. de Urquiza     | 0 - 1     | Cañuelas          | Ramón Roque Martín   | 30 de julio | 15:30   |
| Talleres (RdE)       | 2 - 1     | San Miguel        | Pablo Comelli        | 30 de julio | 20:10   |
| Villa San Carlos     | 0 - 1     | Dock Sud          | Genacio Sálice       | 31 de julio | 15:30   |
| Libre: UAI Urquiza   |           |                   |                      |             |         |

| Fecha 9           | Fecha 9   | Fecha 9              | Fecha 9                   | Fecha 9     | Fecha 9 |
| Local             | Resultado | Visitante            | Estadio                   | Fecha       | Hora    |
| ----------------- | --------- | -------------------- | ------------------------- | ----------- | ------- |
| San Miguel        | 1 - 2     | Deportivo Merlo      | Malvinas Argentinas       | 5 de agosto | 15:30   |
| Fénix             | 4 - 0     | Colegiales           | José Manuel Moreno        | 6 de agosto | 13:10   |
| Ituzaingó         | 0 - 2     | Acassuso             | Carlos Alberto Sacaan     | 6 de agosto | 15:30   |
| Deportivo Armenio | 0 - 0     | Talleres (RdE)       | Armenia                   | 6 de agosto | 15:30   |
| UAI Urquiza       | 1 - 0     | Villa San Carlos     | Monumental de Villa Lynch | 6 de agosto | 15:30   |
| Comunicaciones    | 1 - 0     | J. J. de Urquiza     | Alfredo Ramos             | 7 de agosto | 13:10   |
| Los Andes         | 4 - 1     | Argentino de Quilmes | Eduardo Gallardón         | 7 de agosto | 15:30   |
| Dock Sud          | 0 - 1     | Defensores Unidos    | De los Inmigrantes        | 8 de agosto | 15:30   |
| Libre: Cañuelas   |           |                      |                           |             |         |

| Fecha 10                | Fecha 10  | Fecha 10          | Fecha 10             | Fecha 10     | Fecha 10 |
| Local                   | Resultado | Visitante         | Estadio              | Fecha        | Hora     |
| ----------------------- | --------- | ----------------- | -------------------- | ------------ | -------- |
| Talleres (RdE)          | 2 - 1     | Dock Sud          | Pablo Comelli        | 13 de agosto | 13:15    |
| Defensores Unidos       | 2 - 1     | UAI Urquiza       | Gigante de Villa Fox | 13 de agosto | 15:30    |
| Deportivo Merlo         | 0 - 0     | Deportivo Armenio | José Manuel Moreno   | 13 de agosto | 15:30    |
| Acassuso                | 0 - 0     | Fénix             | Armenia              | 13 de agosto | 15:30    |
| Cañuelas                | 0 - 4     | Comunicaciones    | Jorge Alfredo Arín   | 13 de agosto | 15:30    |
| Colegiales              | 2 - 1     | San Miguel        | Colegiales           | 14 de agosto | 15:30    |
| J. J. de Urquiza        | 1 - 0     | Los Andes         | Ramón Roque Martín   | 15 de agosto | 15:00    |
| Argentino de Quilmes    | 1 - 2     | Ituzaingó         | Argentino de Quilmes | 15 de agosto | 15:30    |
| Libre: Villa San Carlos |           |                   |                      |              |          |

| Fecha 11              | Fecha 11  | Fecha 11             | Fecha 11                  | Fecha 11     | Fecha 11 |
| Local                 | Resultado | Visitante            | Estadio                   | Fecha        | Hora     |
| --------------------- | --------- | -------------------- | ------------------------- | ------------ | -------- |
| Fénix                 | 1 - 2     | Argentino de Quilmes | José Manuel Moreno        | 20 de agosto | 15:30    |
| San Miguel            | 2 - 0     | Acassuso             | Malvinas Argentinas       | 20 de agosto | 15:30    |
| Deportivo Armenio     | 3 - 0     | Colegiales           | Armenia                   | 20 de agosto | 15:30    |
| Dock Sud              | 1 - 2     | Deportivo Merlo      | De los Inmigrantes        | 20 de agosto | 15:30    |
| UAI Urquiza           | 1 - 0     | Talleres (RdE)       | Monumental de Villa Lynch | 20 de agosto | 15:30    |
| Villa San Carlos      | 1 - 0     | Defensores Unidos    | Genacio Sálice            | 20 de agosto | 15:30    |
| Los Andes             | 2 - 0     | Cañuelas             | Eduardo Gallardón         | 22 de agosto | 15:00    |
| Ituzaingó             | 1 - 0     | J. J. de Urquiza     | Carlos Alberto Sacaan     | 23 de agosto | 21:10    |
| Libre: Comunicaciones |           |                      |                           |              |          |

| Fecha 12                 | Fecha 12  | Fecha 12          | Fecha 12             | Fecha 12     | Fecha 12 |
| Local                    | Resultado | Visitante         | Estadio              | Fecha        | Hora     |
| ------------------------ | --------- | ----------------- | -------------------- | ------------ | -------- |
| Colegiales               | 0 - 0     | Dock Sud          | Colegiales           | 27 de agosto | 14:30    |
| Deportivo Merlo          | 1 - 2     | UAI Urquiza       | José Manuel Moreno   | 27 de agosto | 15:30    |
| Acassuso                 | 0 - 1     | Deportivo Armenio | Armenia              | 27 de agosto | 15:30    |
| Argentino de Quilmes     | 1 - 1     | San Miguel        | Argentino de Quilmes | 27 de agosto | 15:30    |
| Cañuelas                 | 2 - 2     | Ituzaingó         | Jorge Alfredo Arín   | 27 de agosto | 15:30    |
| Comunicaciones           | 1 - 1     | Los Andes         | Alfredo Ramos        | 27 de agosto | 15:30    |
| J. J. de Urquiza         | 0 - 1     | Fénix             | Ramón Roque Martín   | 28 de agosto | 15:30    |
| Talleres (RdE)           | 1 - 2     | Villa San Carlos  | Pablo Comelli        | 30 de agosto | 21:10    |
| Libre: Defensores Unidos |           |                   |                      |              |          |

| Fecha 13          | Fecha 13  | Fecha 13             | Fecha 13                  | Fecha 13        | Fecha 13 |
| Local             | Resultado | Visitante            | Estadio                   | Fecha           | Hora     |
| ----------------- | --------- | -------------------- | ------------------------- | --------------- | -------- |
| Defensores Unidos | 2 - 0     | Talleres (RdE)       | Gigante de Villa Fox      | 3 de septiembre | 13:30    |
| San Miguel        | 3 - 1     | J. J. de Urquiza     | Malvinas Argentinas       | 3 de septiembre | 15:30    |
| Deportivo Armenio | 0 - 0     | Argentino de Quilmes | Armenia                   | 3 de septiembre | 15:30    |
| UAI Urquiza       | 0 - 3     | Colegiales           | Monumental de Villa Lynch | 3 de septiembre | 15:30    |
| Ituzaingó         | 2 - 1     | Comunicaciones       | Carlos Alberto Sacaan     | 3 de septiembre | 17:40    |
| Villa San Carlos  | 1 - 0     | Deportivo Merlo      | Genacio Sálice            | 4 de septiembre | 15:30    |
| Dock Sud          | 2 - 0     | Acassuso             | De los Inmigrantes        | 5 de septiembre | 15:30    |
| Fénix             | 1 - 1     | Cañuelas             | José Manuel Moreno        | 5 de septiembre | 15:30    |
| Libre: Los Andes  |           |                      |                           |                 |          |

| Fecha 14              | Fecha 14  | Fecha 14          | Fecha 14             | Fecha 14         | Fecha 14 |
| Local                 | Resultado | Visitante         | Estadio              | Fecha            | Hora     |
| --------------------- | --------- | ----------------- | -------------------- | ---------------- | -------- |
| J. J. de Urquiza      | 0 - 1     | Deportivo Armenio | Ramón Roque Martín   | 10 de septiembre | 13:10    |
| Deportivo Merlo       | 2 - 2     | Defensores Unidos | José Manuel Moreno   | 10 de septiembre | 15:30    |
| Colegiales            | 4 - 0     | Villa San Carlos  | Colegiales           | 10 de septiembre | 15:30    |
| Argentino de Quilmes  | 1 - 1     | Dock Sud          | Argentino de Quilmes | 10 de septiembre | 15:30    |
| Cañuelas              | 3 - 1     | San Miguel        | Jorge Alfredo Arín   | 10 de septiembre | 15:30    |
| Comunicaciones        | 1 - 1     | Fénix             | Alfredo Ramos        | 10 de septiembre | 15:30    |
| Los Andes             | 3 - 0     | Ituzaingó         | Eduardo Gallardón    | 12 de septiembre | 15:00    |
| Acassuso              | 2 - 0     | UAI Urquiza       | Armenia              | 12 de septiembre | 15:30    |
| Libre: Talleres (RdE) |           |                   |                      |                  |          |

| Fecha 15          | Fecha 15  | Fecha 15             | Fecha 15                  | Fecha 15         | Fecha 15 |
| Local             | Resultado | Visitante            | Estadio                   | Fecha            | Hora     |
| ----------------- | --------- | -------------------- | ------------------------- | ---------------- | -------- |
| Dock Sud          | 1 - 0     | J. J. de Urquiza     | De los Inmigrantes        | 17 de septiembre | 15:30    |
| San Miguel        | 1 - 1     | Comunicaciones       | Malvinas Argentinas       | 17 de septiembre | 15:30    |
| Deportivo Armenio | 1 - 0     | Cañuelas             | Armenia                   | 17 de septiembre | 15:30    |
| UAI Urquiza       | 0 - 0     | Argentino de Quilmes | Monumental de Villa Lynch | 17 de septiembre | 15:30    |
| Villa San Carlos  | 2 - 0     | Acassuso             | Genacio Sálice            | 18 de septiembre | 15:30    |
| Defensores Unidos | 1 - 2     | Colegiales           | Gigante de Villa Fox      | 18 de septiembre | 15:30    |
| Fénix             | 0 - 3     | Los Andes            | José Manuel Moreno        | 19 de septiembre | 15:30    |
| Talleres (RdE)    | 1 - 1     | Deportivo Merlo      | Pablo Comelli             | 20 de septiembre | 21:10    |
| Libre: Ituzaingó  |           |                      |                           |                  |          |

| Fecha 16               | Fecha 16  | Fecha 16          | Fecha 16              | Fecha 16         | Fecha 16 |
| Local                  | Resultado | Visitante         | Estadio               | Fecha            | Hora     |
| ---------------------- | --------- | ----------------- | --------------------- | ---------------- | -------- |
| Colegiales             | 2 - 2     | Talleres (RdE)    | Colegiales            | 24 de septiembre | 14:00    |
| Comunicaciones         | 0 - 1     | Deportivo Armenio | Alfredo Ramos         | 24 de septiembre | 14:00    |
| Acassuso               | 2 - 1     | Defensores Unidos | Armenia               | 24 de septiembre | 15:30    |
| Cañuelas               | 2 - 0     | Dock Sud          | Jorge Alfredo Arín    | 24 de septiembre | 15:30    |
| Ituzaingó              | 2 - 0     | Fénix             | Carlos Alberto Sacaan | 24 de septiembre | 15:30    |
| Argentino de Quilmes   | 1 - 1     | Villa San Carlos  | Argentino de Quilmes  | 25 de septiembre | 15:30    |
| J. J. de Urquiza       | 1 - 0     | UAI Urquiza       | Ramón Roque Martín    | 26 de septiembre | 15:30    |
| Los Andes              | 0 - 0     | San Miguel        | Eduardo Gallardón     | 26 de septiembre | 15:30    |
| Libre: Deportivo Merlo |           |                   |                       |                  |          |

| Fecha 17          | Fecha 17  | Fecha 17             | Fecha 17                  | Fecha 17         | Fecha 17 |
| Local             | Resultado | Visitante            | Estadio                   | Fecha            | Hora     |
| ----------------- | --------- | -------------------- | ------------------------- | ---------------- | -------- |
| Talleres (RdE)    | 0 - 1     | Acassuso             | Pablo Comelli             | 30 de septiembre | 21:00    |
| UAI Urquiza       | 0 - 1     | Cañuelas             | Monumental de Villa Lynch | 1 de octubre     | 15:30    |
| San Miguel        | 2 - 0     | Ituzaingó            | Malvinas Argentinas       | 2 de octubre     | 14:05    |
| Deportivo Armenio | 3 - 0     | Los Andes            | Armenia                   | 2 de octubre     | 14:05    |
| Villa San Carlos  | 2 - 1     | J. J. de Urquiza     | Genacio Sálice            | 2 de octubre     | 14:05    |
| Deportivo Merlo   | 0 - 1     | Colegiales           | José Manuel Moreno        | 2 de octubre     | 14:05    |
| Defensores Unidos | 4 - 1     | Argentino de Quilmes | Gigante de Villa Fox      | 2 de octubre     | 15:30    |
| Dock Sud          | 2 - 0     | Comunicaciones       | De los Inmigrantes        | 3 de octubre     | 15:30    |
| Libre: Fénix      |           |                      |                           |                  |          |

## Tabla general
Fue la sumatoria de ambas fases, Apertura y Clausura. Se utilizó para establecer los clasificados al Torneo reducido por el ascenso, el descendido a la Primera C y los clasificados a la Copa Argentina 2023.
| Pos. | Equipo               | Pts. | PJ | PG | PE | PP | GF | GC | Dif. |
| ---- | -------------------- | ---- | -- | -- | -- | -- | -- | -- | ---- |
| 1.º  | Colegiales           | 62   | 32 | 19 | 5  | 8  | 48 | 34 | 14   |
| 2.º  | Deportivo Armenio    | 59   | 32 | 15 | 14 | 3  | 35 | 20 | 15   |
| 3.º  | Ituzaingó            | 52   | 32 | 15 | 7  | 10 | 40 | 36 | 4    |
| 4.º  | Comunicaciones       | 50   | 32 | 14 | 8  | 10 | 48 | 36 | 12   |
| 5.º  | Villa San Carlos     | 48   | 32 | 13 | 9  | 10 | 39 | 32 | 7    |
| 6.º  | Cañuelas             | 47   | 32 | 13 | 8  | 11 | 39 | 36 | 3    |
| 7.º  | Defensores Unidos    | 46   | 32 | 12 | 10 | 10 | 42 | 36 | 6    |
| 8.º  | Talleres (RdE)       | 43   | 32 | 11 | 10 | 11 | 35 | 36 | −1   |
| 9.º  | Fénix                | 41   | 32 | 10 | 11 | 11 | 31 | 32 | −1   |
| 10.º | Acassuso             | 41   | 32 | 10 | 11 | 11 | 33 | 35 | −2   |
| 11.º | Dock Sud             | 38   | 32 | 10 | 8  | 14 | 34 | 42 | −8   |
| 12.º | Deportivo Merlo      | 37   | 32 | 9  | 10 | 13 | 27 | 34 | −7   |
| 13.º | Argentino de Quilmes | 36   | 32 | 8  | 12 | 12 | 37 | 42 | −5   |
| 14.º | San Miguel           | 36   | 32 | 9  | 9  | 14 | 30 | 37 | −7   |
| 15.º | Los Andes            | 34   | 32 | 6  | 16 | 10 | 30 | 35 | −5   |
| 16.º | UAI Urquiza          | 34   | 32 | 9  | 7  | 16 | 28 | 41 | −13  |
| 17.º | J. J. de Urquiza     | 30   | 32 | 7  | 9  | 16 | 23 | 35 | −12  |

|  | Clasificados a la primera fase del torneo reducido, y a la Copa Argentina 2023.                                                               |
|  | Ganador del Clausura. Clasificado a las semifinales del torneo reducido, y a la Copa Argentina 2023.                                          |
|  | Ganador del Apertura. Clasificado a las semifinales del torneo reducido, y a la Copa Argentina 2023 como ganador del Torneo Complemento 2021. |
|  | Clasificados a la primera fase del torneo reducido.                                                                                           |
|  | Descendido a la Primera C. |

## Torneo reducido

### Cuadro de desarrollo
|  | Primera fase     | Primera fase      | Primera fase     |                   |   | Segunda fase      | Segunda fase  | Segunda fase      |   |  | Semifinales   | Semifinales   | Semifinales   |  |   | Final                          | Final                          | Final                          | Final                          | Final                          |  |
|  | 8 y 9 de octubre | 8 y 9 de octubre  | 8 y 9 de octubre |                   |   | 15 de octubre     | 15 de octubre | 15 de octubre     |   |  | 22 de octubre | 22 de octubre | 22 de octubre |  |   | 30 de octubre y 6 de noviembre | 30 de octubre y 6 de noviembre | 30 de octubre y 6 de noviembre | 30 de octubre y 6 de noviembre | 30 de octubre y 6 de noviembre |  |
|  |                  |                   |                  |                   |   |                   |               |                   |   |  |               |               |               |  |   |                                |                                |                                |                                |                                |  |
|  |                  |                   |                  |                   |   |                   |               |                   |   |  |               |               |               |  |   |                                |                                |                                |                                |                                |  |
|  |                  |                   |                  |                   |   |                   |               |                   |   |  |               |               |               |  |   |                                |                                |                                |                                |                                |  |
|  |                  |                   |                  |                   |   |                   |               |                   |   |  |               |               |               |  |   |                                |                                |                                |                                |                                |  |
|  |                  |                   |                  |                   |   |                   |               |                   |   |  |               |               |               |  |   |                                |                                |                                |                                |                                |  |
|  |                  |                   |                  |                   |   |                   |               |                   |   |  |               |               |               |  |   |                                |                                |                                |                                |                                |  |
|  |                  |                   |                  |                   |   |                   |               |                   |   |  |               |               |               |  |   |                                |                                |                                |                                |                                |  |
|  |                  |                   |                  |                   |   |                   |               |                   |   |  |               |               |               |  |   |                                |                                |                                |                                |                                |  |
|  |                  |                   |                  |                   |   |                   |               |                   |   |  |               |               |               |  |   |                                |                                |                                |                                |                                |  |
|  |                  |                   |                  |                   |   |                   |               |                   |   |  |               |               |               |  |   |                                |                                |                                |                                |                                |  |
|  |                  |                   |                  |                   |   |                   |               |                   |   |  |               |               |               |  |   |                                |                                |                                |                                |                                |  |
|  |                  |                   |                  |                   |   |                   | 2             | Comunicaciones    | 0 |  |               |               |               |  |   |                                |                                |                                |                                |                                |  |
|  |                  |                   |                  |                   |   |                   |               |                   | 0 |  |               |               |               |  |   |                                |                                |                                |                                |                                |  |
|  |                  |                   | 3                | Villa San Carlos  | 1 |                   |               |                   |   |  |               |               |               |  |   |                                |                                |                                |                                |                                |  |
|  | 3                | Villa San Carlos  | 3                | Villa San Carlos  | 1 | 0 (4)             |               |                   |   |  |               |               |               |  |   |                                |                                |                                |                                |                                |  |
|  | 3                | Villa San Carlos  |                  |                   |   |                   |               |                   |   |  |               |               |               |  |   |                                |                                |                                |                                |                                |  |
|  | 6                | Talleres (RdE)    | 0 (3)            |                   |   |                   |               |                   |   |  |               |               |               |  |   |                                |                                |                                |                                |                                |  |
|  | 6                | Talleres (RdE)    | 0 (3)            |                   | 1 | Villa San Carlos  | 2             |                   |   |  |               |               |               |  |   |                                |                                |                                |                                |                                |  |
|  |                  |                   |                  |                   | 1 | Villa San Carlos  | 2             |                   |   |  |               |               |               |  |   |                                |                                |                                |                                |                                |  |
|  |                  |                   | 4                | Acassuso          | 1 |                   |               |                   |   |  |               |               |               |  |   |                                |                                |                                |                                |                                |  |
|  | 1                | Colegiales        | 4                | Acassuso          | 1 | 1 (4)             |               |                   |   |  |               |               |               |  |   |                                |                                |                                |                                |                                |  |
|  | 1                | Colegiales        |                  |                   |   |                   |               |                   |   |  |               |               |               |  |   |                                |                                |                                |                                |                                |  |
|  | 8                | Acassuso          | 1 (5)            |                   |   |                   |               |                   |   |  |               |               |               |  |   |                                |                                |                                |                                |                                |  |
|  | 8                | Acassuso          | 1 (5)            |                   |   |                   |               |                   |   |  |               |               |               |  | 1 | Villa San Carlos               | 1                              | 0                              | 1                              |                                |  |
|  |                  |                   |                  |                   |   |                   |               |                   |   |  |               |               |               |  | 1 | Villa San Carlos               | 1                              | 0                              | 1                              |                                |  |
|  |                  |                   | 2                | Defensores Unidos | 2 | 0                 | 2             |                   |   |  |               |               |               |  |   |                                |                                |                                |                                |                                |  |
|  |                  |                   | 2                | Defensores Unidos | 2 | 0                 | 2             |                   |   |  |               |               |               |  |   |                                |                                |                                |                                |                                |  |
|  |                  |                   |                  |                   |   |                   |               |                   |   |  |               |               |               |  |   |                                |                                |                                |                                |                                |  |
|  |                  |                   |                  |                   |   |                   |               |                   |   |  |               |               |               |  |   |                                |                                |                                |                                |                                |  |
|  |                  |                   |                  |                   |   |                   |               |                   |   |  |               |               |               |  |   |                                |                                |                                |                                |                                |  |
|  |                  |                   |                  |                   |   |                   |               |                   |   |  |               |               |               |  |   |                                |                                |                                |                                |                                |  |
|  |                  |                   |                  |                   |   |                   |               |                   |   |  |               |               |               |  |   |                                |                                |                                |                                |                                |  |
|  |                  |                   |                  |                   |   |                   |               |                   |   |  |               |               |               |  |   |                                |                                |                                |                                |                                |  |
|  |                  |                   |                  |                   |   |                   |               |                   |   |  |               |               |               |  |   |                                |                                |                                |                                |                                |  |
|  |                  |                   |                  |                   |   |                   |               |                   |   |  |               |               |               |  |   |                                |                                |                                |                                |                                |  |
|  |                  |                   |                  |                   |   |                   | 1             | Deportivo Armenio | 0 |  |               |               |               |  |   |                                |                                |                                |                                |                                |  |
|  |                  |                   |                  |                   |   |                   |               |                   | 0 |  |               |               |               |  |   |                                |                                |                                |                                |                                |  |
|  |                  |                   | 4                | Defensores Unidos | 1 |                   |               |                   |   |  |               |               |               |  |   |                                |                                |                                |                                |                                |  |
|  | 4                | Cañuelas          | 4                | Defensores Unidos | 1 | 0 (3)             |               |                   |   |  |               |               |               |  |   |                                |                                |                                |                                |                                |  |
|  | 4                | Cañuelas          |                  |                   |   |                   |               |                   |   |  |               |               |               |  |   |                                |                                |                                |                                |                                |  |
|  | 5                | Defensores Unidos | 0 (4)            |                   |   |                   |               |                   |   |  |               |               |               |  |   |                                |                                |                                |                                |                                |  |
|  | 5                | Defensores Unidos | 0 (4)            |                   | 2 | Defensores Unidos | 1             |                   |   |  |               |               |               |  |   |                                |                                |                                |                                |                                |  |
|  |                  |                   |                  |                   | 2 | Defensores Unidos | 1             |                   |   |  |               |               |               |  |   |                                |                                |                                |                                |                                |  |
|  |                  |                   | 3                | Fénix             | 0 |                   |               |                   |   |  |               |               |               |  |   |                                |                                |                                |                                |                                |  |
|  | 2                | Ituzaingó         | 3                | Fénix             | 0 | 0 (2)             |               |                   |   |  |               |               |               |  |   |                                |                                |                                |                                |                                |  |
|  | 2                | Ituzaingó         |                  |                   |   |                   |               |                   |   |  |               |               |               |  |   |                                |                                |                                |                                |                                |  |
|  | 7                | Fénix             | 0 (3)            |                   |   |                   |               |                   |   |  |               |               |               |  |   |                                |                                |                                |                                |                                |  |
|  | 7                | Fénix             | 0 (3)            |                   |   |                   |               |                   |   |  |               |               |               |  |   |                                |                                |                                |                                |                                |  |
|  |                  |                   |                  |                   |   |                   |               |                   |   |  |               |               |               |  |   |                                |                                |                                |                                |                                |  |

### Primera fase
Participaron los ocho equipos ubicados en los primeros puestos de la tabla general -excluidos los ganadores del Apertura y el Clausura-, los que se ordenaron en base al lugar ocupado, enfrentándose los mejor con los peor ubicados, sucesivamente (1 con 8, 2 con 7, 3 con 6 y 4 con 5). Los enfrentamientos fueron a un solo partido, con localía del mejor ubicado en la tabla, y en caso de empate, la definición se operó mediante la ejecución de tiros desde el punto penal. Los cuatro ganadores pasaron a la segunda fase.

#### Tabla de ordenamiento
Se confeccionó según la ubicación de los equipos en la tabla general acumulada.
| Orden | Equipo            | Pos. |
| ----- | ----------------- | ---- |
| 1     | Colegiales        | 1.º  |
| 2     | Ituzaingó         | 3.º  |
| 3     | Villa San Carlos  | 5.º  |
| 4     | Cañuelas          | 6.º  |
| 5     | Defensores Unidos | 7.º  |
| 6     | Talleres (RdE)    | 8.º  |
| 7     | Fénix             | 9.º  |
| 8     | Acassuso          | 10.º |

#### Partidos
| 8 de octubre, 15:10 | Villa San Carlos | 0:0 (4:3 p.) | Talleres (RdE) | Estadio Genacio Sálice, Berisso |                            |
|                     |                  | Reporte      |                | Árbitro(s): Edgardo Zamora      | Árbitro(s): Edgardo Zamora |

| 8 de octubre, 15:30 | Cañuelas | 0:0 (3:4 p.) | Defensores Unidos | Estadio Jorge Alfredo Arín, Cañuelas |                                |
|                     |          | Reporte      |                   | Árbitro(s): Juan Pablo Loustau       | Árbitro(s): Juan Pablo Loustau |

| 8 de octubre, 21:10 | Ituzaingó | 0:0 (2:3 p.) | Fénix | Estadio Carlos Alberto Sacaan, Ituzaingó |                             |
|                     |           | Reporte      |       | Árbitro(s): Gastón Iglesias              | Árbitro(s): Gastón Iglesias |

| 9 de octubre, 15:30 | Colegiales  | 1:1 (0:0) (4:5 p.) | Acassuso       | Estadio de Colegiales, Munro |                          |
|                     | Kestler 71' | Reporte            | 68' Sellecchia | Árbitro(s): Kevin Alegre     | Árbitro(s): Kevin Alegre |

### Segunda fase
Participaron los cuatro clasificados en la primera, los que se enfrentaron según el ordenamiento anterior a un solo partido, en el estadio del mejor ubicado. Los dos ganadores pasaron a las semifinales.

#### Tabla de ordenamiento
| Orden | Equipo            | Pos. |
| ----- | ----------------- | ---- |
| 1     | Villa San Carlos  | 5.º  |
| 2     | Defensores Unidos | 7.º  |
| 3     | Fénix             | 9.º  |
| 4     | Acassuso          | 10.º |

#### Partidos
| 15 de octubre, 14:10 | Defensores Unidos | 1:0 (1:0) | Fénix | Estadio Gigante de Villa Fox, Zárate |                             |
|                      | Zadel 45'         | Reporte   |       | Árbitro(s): Javier Delbarba          | Árbitro(s): Javier Delbarba |

| 15 de octubre, 15:10 | Villa San Carlos         | 2:1 (0:0) | Acassuso   | Estadio Genacio Sálice, Berisso |                             |
|                      | Saborido 48' · Licht 54' | Reporte   | 84' Medina | Árbitro(s): Mariano Negrete     | Árbitro(s): Mariano Negrete |

### Semifinales
Participaron los dos clasificados en la segunda fase más los ganadores de los torneos Apertura y Clausura. Se enfrentaron a un solo partido, en el estadio de estos últimos.

#### Tabla de ordenamiento
Los ganadores de ambos torneos ocuparon los dos primeros lugares, según su ubicación relativa en la tabla general de posiciones. Los dos clasificados en la segunda fase ocuparon los otros dos, según el ordenamiento anterior. 
| Orden | Equipo            | Torneo ganado | Pos. |
| ----- | ----------------- | ------------- | ---- |
| 1     | Deportivo Armenio | Clausura      | 2.º  |
| 2     | Comunicaciones    | Apertura      | 4.º  |
| 3     | Villa San Carlos  | -             | 5.º  |
| 4     | Defensores Unidos | -             | 7.º  |

#### Partidos
| 22 de octubre, 14:40 | Comunicaciones | 0:1 (0:1) | Villa San Carlos | Estadio Alfredo Ramos, Buenos Aires |                          |
|                      |                | Reporte   | 26' Licht        | Árbitro(s): Juan Pafundi            | Árbitro(s): Juan Pafundi |

| 22 de octubre, 14:45 | Deportivo Armenio | 0:1 (0:0) | Defensores Unidos | Estadio Armenia, Ingeniero Maschwitz |                             |
|                      |                   | Reporte   | 62' Velázquez     | Árbitro(s): Gastón Iglesias          | Árbitro(s): Gastón Iglesias |

### Final
La disputaron los ganadores de las semifinales. Se enfrentaron a doble partido, con localía en el desquite del mejor ubicado. El ganador fue Defensores Unidos, que se consagró campeón, ascendió a la Primera Nacional y clasificó a la Copa Argentina 2023.

#### Tabla de ordenamiento
| Orden | Equipo            | Pos. |
| ----- | ----------------- | ---- |
| 1     | Villa San Carlos  | 5.º  |
| 2     | Defensores Unidos | 7.º  |

#### Partidos
| 30 de octubre, 15:00 | Defensores Unidos   | 2:1 (1:0) | Villa San Carlos      | Estadio Gigante de Villa Fox, Zárate |                          |
|                      | Ortigoza 15', 90+2' | Reporte   | 86' (a.g.) Bulgarella | Árbitro(s): Franco Acita             | Árbitro(s): Franco Acita |

| 6 de noviembre, 14:00                             | Villa San Carlos | 0:0 (Global 1:2) | Defensores Unidos | Estadio Juan Carmelo Zerillo, La Plata |                                |
|                                                   |                  | Reporte          |                   | Árbitro(s): Sebastián Martínez         | Árbitro(s): Sebastián Martínez |
| Defensores Unidos ascendió a la Primera Nacional. |                  |                  |                   |                                        |                                |

## Goleadores
| Jugador          | Equipo               | Goles | Jugada | Cabeza | T. libre | Penal |
| ---------------- | -------------------- | ----- | ------ | ------ | -------- | ----- |
| Lucas Scarnato   | San Miguel           | 16    | 10     | 4      | 0        | 2     |
| Franco Sosa      | Argentino de Quilmes | 13    | 10     | 1      | 0        | 2     |
| Ivo Kestler      | Colegiales           | 13    | 8      | 4      | 0        | 1     |
| Jonathan Morán   | Los Andes            | 13    | 5      | 7      | 0        | 1     |
| Sergio Sosa      | Comunicaciones       | 12    | 12     | 0      | 0        | 0     |
| Javier Velázquez | Defensores Unidos    | 12    | 6      | 6      | 0        | 0     |